# Hurikán Florence (2018)
Hurikán Florence byla aktivní tropická cyklóna pohybující se nad Atlantským oceánem a ohrožující jihovýchod a tzv. středoatlantskou oblast Spojených států. Jednalo se o šestou pojmenovanou bouři, třetí hurikán a první majoritní hurikán atlantické hurikánové sezóny 2018.
Hurikán Florence se začal vyvíjet 30. srpna ze silné tlakové níže postupující k Atlantiku. Následující den nedaleko souostroví Kapverdy systém zesílil na stupeň tropické deprese. Ta postupovala souvisle západo-severozápadním směrem nad širým oceánem, až byla 1. září povýšena na tropickou bouři. Náhlé zesílení bylo zaznamenáno 4. a 5. září, Florence byla v těchto dnech hurikánem 4. kategorie v rámci Saffirovy–Simpsonovy stupnice s větry o rychlosti až 215 km/h. Díky nepříznivým povětrnostním podmínkám se systém začal rozpadat, 7. září mu byl přiřčen status tropické bouře. Tato situace však nepřetrvala dlouho, bouře nabrala západní směr, díky čemuž se dostala do vhodnějšího prostředí. To vedlo k dalšímu zesílení, 9. září byla povýšena na hurikán, následujícího dne na majoritní hurikán. Kategorie 4 dosáhl hurikán 10. září v 16 hodin s větry o rychlosti 220 km/h a tlaku až 939 hPa. Následně hurikán díky procesu, kdy došlo k náhradě stěny oka, mírně zeslábl, 11. září v pozdních hodinách opět nabral na síle. Během 12. a 13. září však začal opět slábnout, kvůli silnému střihu větru až na kategorii 2. kategorie. Na druhou stranu se rozšířila oblast působení silných větrů. Večer 13. září jeho síla poklesla na kategorii 1. Následně brzy ráno 14. září dorazila Florence k pevnině jižně od města Wrightsville Beach v Severní Karolíně. Během dalšího postupování nad pevninou dále slábla.
Během formování bouře systém způsobil bouřkové přeháňky na Kapverdách, které měly za následek sesuvy půdy a záplavy. Škody však byly minimální. Vzhledem k potencionálnímu nebezpečí pro několik amerických států na jihovýchodě země a tzv. středoatlantské oblasti, které vyšlo najevo 7. září, vyhlásili guvernéři států Severní Karolína, Jižní Karolína, Virginie a Maryland a starosta města Washington, D.C. výjimečný stav. Ve dnech 10. a 11. září proběhla v Severní a Jižní Karolíně a Virginii povinná evakuace pro některé pobřežní oblasti.

## Postup

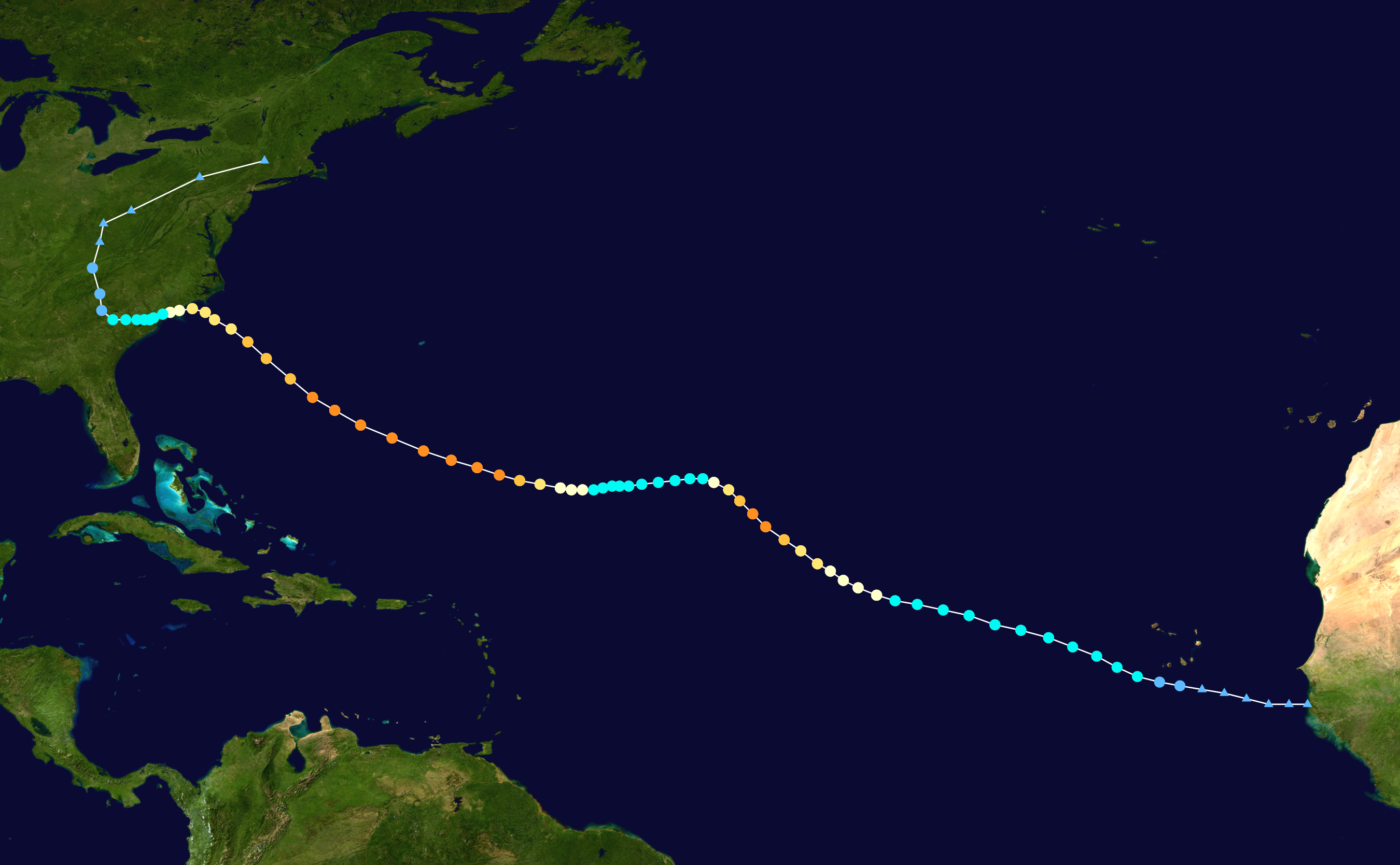
Trasa hurikánu

Národní hurikánové centrum (NHC) začalo potenciálně nebezpečnou tlakovou níži nad západní Afrikou sledovat 28. srpna. Vzhledem k jejímu pohybu dále na západ se meteorologové obávali případného vyústění v tropickou cyklónu v dalších pěti dnech. Následujícího dne systém vykazoval znaky charakteristické pro vývin tropické cyklóny, 30. srpna se navíc nad Senegalem sloučil s další tlakovou níží. Rozvoji bouřkové aktivity v rámci tlakové níže a organizaci oblačnosti přispěly příznivé povětrnostní podmínky v oblasti, jako například vysoká vlhkost vzduchu či slabý střih větru. I bez dobře uspořádaného středu, případně oka představila bouře bezpečnostní riziko pro ostrovní stát Kapverdy. Později téhož dne začalo NHC vyhodnocovat situaci, systému přidělila jméno potenciální tropická cyklóna Six, v překladu „Šest". Východně vanoucí pasáty hnaly systém západo-severozápadním směrem. Proudění v systému zůstalo po většinu 30. srpna a dále i 31. srpna v monzunové brázdě v jedné části bouře, takže nebyla klasifikována jako tropická cyklóna. Později 31. srpna se oblačnost začala organizovat, NHC tak systému udělilo oficiální název tropická deprese Six. V té době se pohybovala jižně od kapverdského ostrova Santiago. Tlak vzduchu v tomto místě klesl v 18 hodin na 1005 hPa.
Dne 1. září se deprese dostala do oblasti známé jako „koňské šířky“, které jsou charakteristické svými mírnými větry a horkým suchým počasím. Středně silný střih větru ve východní části deprese zapříčinil dočasné pozastavení vývoje bouře a omezil konvekci oblačnosti. Kvůli zesílení srážek byl systém povýšen na stupeň tropické bouře a NHC mu udělilo jméno – Florence. Souvislý vývoj bouře vedl k jejímu zesilování. Dne 2. září v 9 hodin ráno byla díky satelitním snímkům odhadnuta rychlost větru uvnitř systému na 95 km/h. V této době byla budoucnost systému nejasná. Meteorologické systémy ukazovaly několik scénářů jeho vývoje. Následující den zesilování bouře pokračovalo.
Vzhledem k rozvoji silné bouřkové oblasti ve středu bouře, cirkulaci oblačnosti kolem ní a viditelného oka byl v brzkých hodinách 4. září zhruba 2 000 km západo-severozápadně od Kapverd systém povýšen na hurikán 1. kategorie. V jinak nepříliš příznivé oblasti Florence neočekávaně zesilovala. Znatelný nárůst stability struktury hurikánu, jeho oka a kruhovému proudění vedl k dalšímu zesilování, překonal dokonce i předpovědi meteorologických modelů. Navzdory všem predikcím Florence dále zesilovala, hranici majoritního hurikánu kategorie 3 překonala 5. září ve 12:35. Větry v této době dosahovaly rychlosti až 215 km/h, tlak vzduchu klesl na 953 hPa. Záhy byl povýšen na hurikán kategorie 4. Stal se nejsevernějším zaznamenaným hurikánem východně od 50. poledníku západní šířky.
Toto neočekávané zesílení vedlo ke změně směru hurikánu více na sever, což jej vyvedlo z výhodné oblasti slabého střihu větru. Tato síla začala na Florence působit 6. a 7. září, což vedlo k narušení symetričnosti oblačnosti a stočení jádra bouře z jihozápadu na severovýchod. Rapidní rozpadání hurikánu se projevilo 7. září v ranních hodinách. Během dalšího postupu se rozptýlilo i oko. Měřiče rozptylu odhalily, že systém zeslábl na úroveň tropické bouře ve 3 hodiny ráno. Brázda vysokého tlaku vzduchu zpomalila postup na sever a Florence se otočila na západ. Meteorologické modely začaly určovat jasnou trajektorii a zesilování systému. Tyto předpovědi také vzbudily obavy z mohutného úderu bouře na jihovýchodní část Spojených států. Předpovídaná trasa bouře byla velmi neobvyklá. Většina tropických cyklón v této oblasti totiž zasahuje Spojené státy jižněji a západněji.

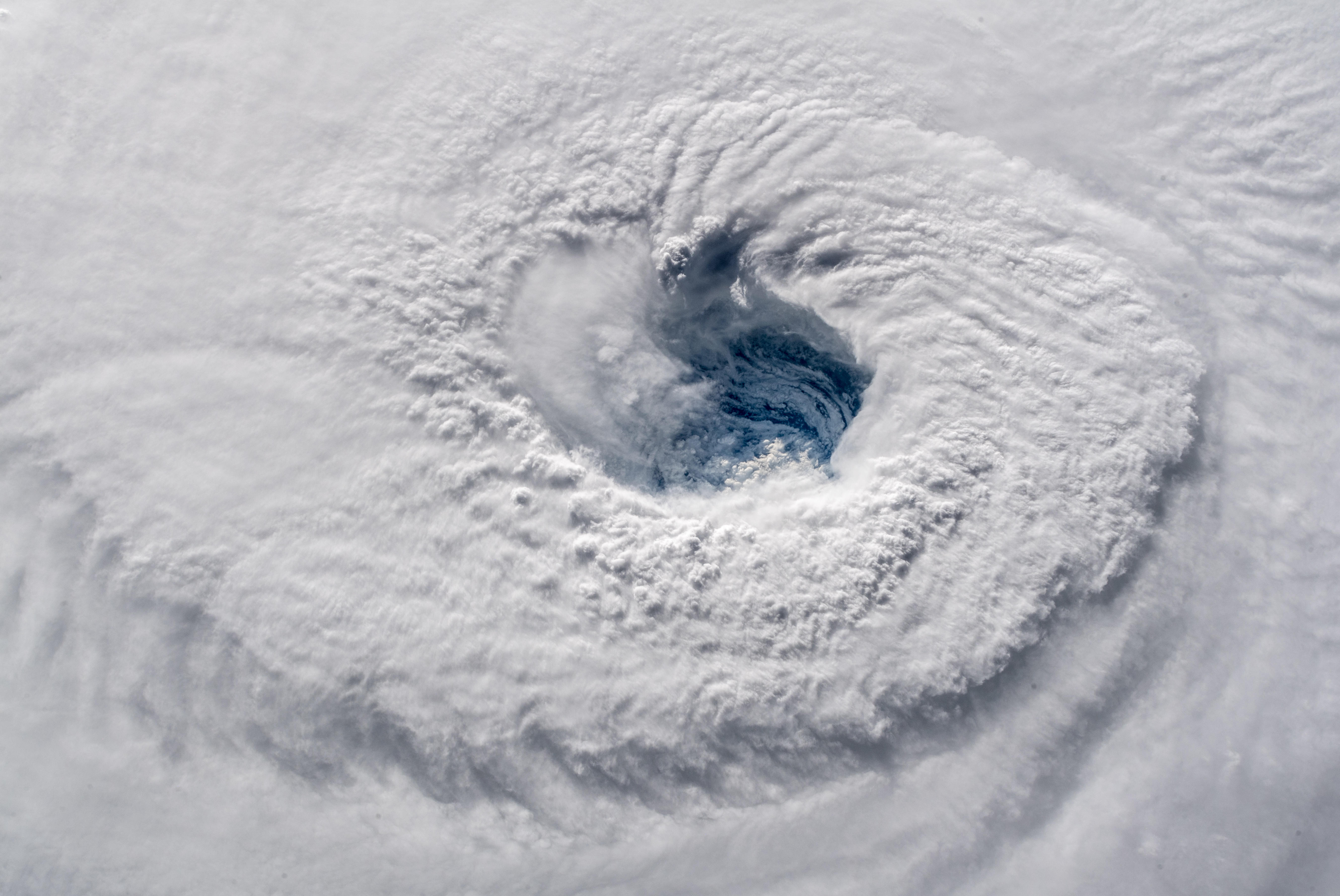
Oko hurikánu Florence

Povětrnostní podmínky v oblasti, kde se Florence pohybovala, začaly nahrávat ve prospěch hurikánu 8. září. Na tento fakt poukázaly průzkumné lety lovců hurikánů Národního úřadu pro oceán a atmosféru (NOAA). Na satelitních snímcích byla opět patrná formace oka uprostřed systému a cirkulace oblačnosti. Postupně se zformovalo samotné oko hurikánu. Oficiální síly hurikánu 1. kategorie Florence nabyla bouře 9. září v 15 hodin. Lovci hurikánů v této době naměřili rychlost větru 122 km/h. Díky teplotě oceánu 29 až 29,5 °C přes noc na 10. září došlo k opětovnému zesílení. Kolem oka se vytvořila silná oblačnost s masivní bleskovou aktivitou. Na stupeň 4 se Florence vyšplhala velmi rychle, dosáhla jej již v 16 hodin. Průzkumné lety ukázaly, že síla větru dosahuje 215 km/h a nejnižší tlak 946 hPa. Ve 21 hodin Florence překonala svou předchozí nejvyšší intenzitu, když se síla větrů pohybovala kolem 220 km/h a tlak spadl na hodnotu 939 hPa. Fáze zesilování se následně pozastavila. Stalo se tak však pouze kvůli relokalizaci oka, kdy jeho vnější část nahradí tu vnitřní, která zeslábne a zmizí. Po dokončení tohoto procesu hurikán obvykle opět zesiluje. V pozdních hodinách 11. září tak opět posílila.
Dne 12. září byla východně od oka hurikánu naměřena výška vln až 25 metrů.

## Přípravy

### Kapverdy a Bermudy
Společně s rozhodnutím Národního hurikánového centra (NHC) pojmenovat vyvíjející se jednotku potenciální tropická deprese Six, tedy „Šest“, vydala kapverdská vláda varování před tropickou bouří pro ostrovy Brava, Fogo a Santiago. Národní letecký dopravce zrušil pro 30. srpen a 1. září na 20 letů. Dočasně byla zastavena také námořní doprava. Pro námořníky byla vydána upozornění, aby dávali pozor na vlny, které mohly dosahovat 3 až 5 metrů. Z měst Furna a Rincão evakuoval z důvodu nebezpečí vysokých vln úřad Autoridade Nacional de Proteção Civil na 125 převážně starších lidí. Do města Rincão bylo nasazeno 11 členů armády, aby dohlíželi na evakuaci a přípravy na bouři. Varování před tropickou bouří trvala do 1. září, kdy se systém stočil na západ a pro souostroví už nepředstavoval hrozbu.
Kvůli nepříznivým předpovědím upravily společnosti Norwegian Cruise Line a Oceania Cruises poskytující okružní plavby itineráře plaveb Norwegian Escape, Norwegian Dawn a Sirena tak, aby nemuseli kotvit na Bermudách a vyhnuly se tak cestě hurikánu.

### Spojené státy

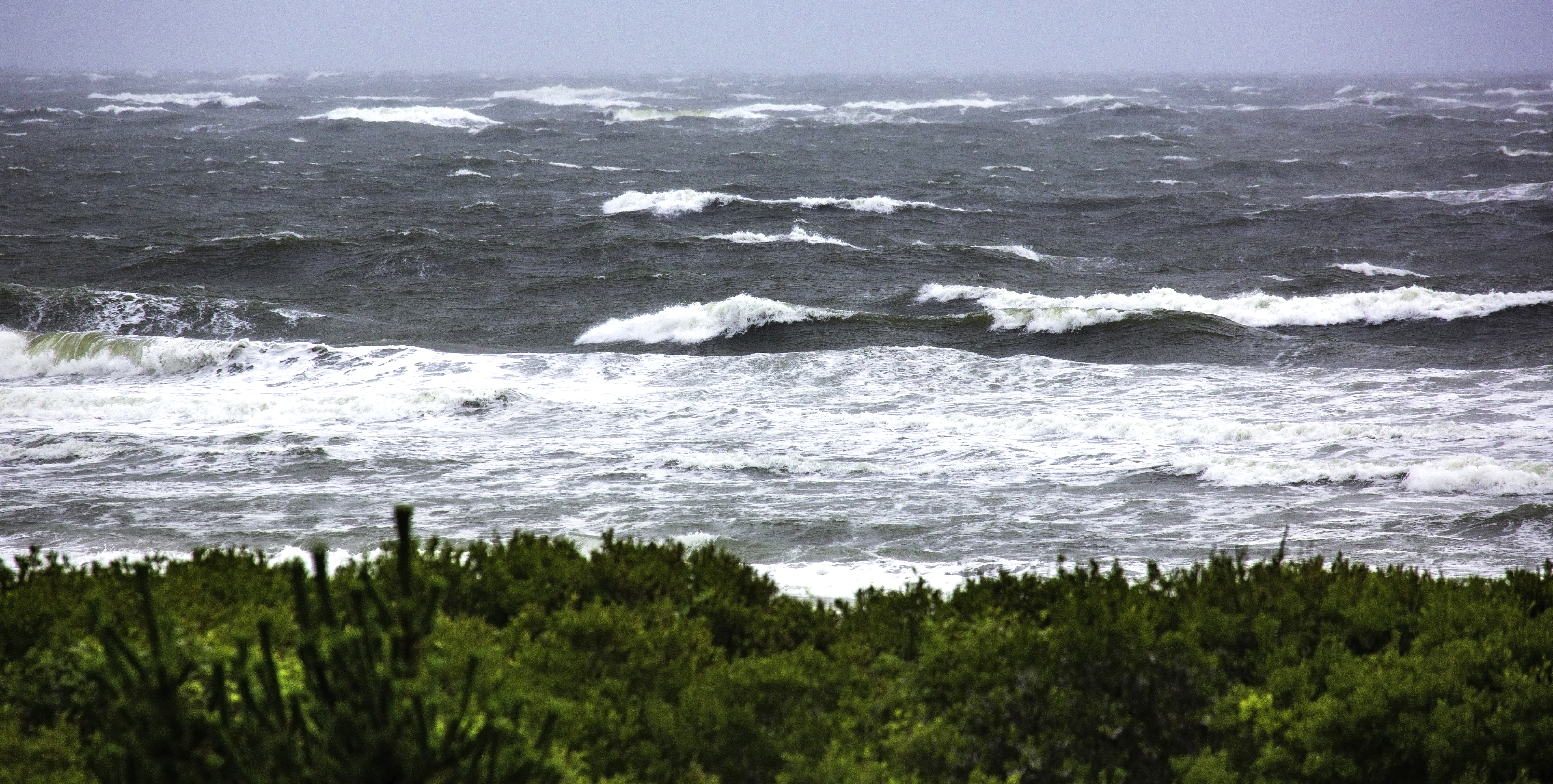
Rozbouřené pobřeží Marylandu 9. září způsobené blížícím se hurikánem

Když meteorologické modely začaly upozorňovat na nebezpečí úderu hurikánu Florence na jihovýchodní část Spojených států, guvernér Severní Karolíny, Roy Cooper, 7. září vyhlásil výjimečný stav. Dopravní pravidla pro farmáře byla pro rychlejší sklizeň zrušena. Stav ohrožení pro Jižní Karolínu posléze vyhlásil prezident Spojených států, Donald Trump. Státu také umožnil přístup k federálním fondům. Ve městě Lumberton v Severní Karolíně byl vyhlášen zákaz nočního vycházení v období trvání hurikánu.
Guvernér Jižní Karolíny, Henry McMaster, vyhlásil výjimečný stav následujícího dne. Agentura South Carolina Emergency Management Division (SCEMD) a humanitární organizace Harvest Hope Food Bank začaly shromažďovat prostředky v případě potřeby po úderu hurikánu. Zatímco se předpokládalo, že zemi Florence zasáhne jako majoritní hurikán, agentura SCEMD zintenzivněla proces příprav na bouři na úroveň „potenciální katastrofy velkých rozměrů“. Lokální úřady zakázaly noční vycházení pro města Aynor, Conway, Dillon, Myrtle Beach a Surfside Beach, aby omezily počet lidí na silnicích a umožnily případné efektivní záchranné zásahy. Tato vyhláška vyšla v platnost také v okresech Horry a Marion.
Výjimečný stav potvrdil 8. září také guvernér státu Virginie, Ralph Northam. Toho následoval 10. září i guvernér Marylandu, Larry Hogan, s tím, že státu hrozí „historické, katastrofální a život ohrožující záplavy“. Starosta Washingtonu D.C., Muriel Bowser, vyhlásil výjimečný stav 11. září z důvodu „bezprostředního ohrožení“ na obyvatelstvo města způsobeného hurikánem Florence. Dodal, že jde o „hrozby ohrožující zdraví, bezpečnost a blahobyt“. Dne 12. září byl nakonec vyhlášen výjimečný stav i guvernérem Georgie, Nathanem Dealem.
Varování před záplavami byla vydána pro pobřeží Chesapeakské zátoky, pobřeží okresu Potomac a některé části poloostrova Delmarva. Výstrahy před vysokými vlnami byly vydány obzvláště pro nízko položené a pobřežní oblasti Norfolku, Virginie, Washingtonu, D.C. a města Baltimore. 

#### Evakuace a uzavírky
Povinné evakuace byly vyhlášeny v řadě oblastí v postižené části Spojených států. Pro turisty a rezidenty prázdninového rezortu na Hatterasově ostrově v okrese Dare County tyto evakuace započaly 10. září. Následující den tato vyhláška vyšla v platnost i ve zbytku okresu. Evakuace byly plánovány i pro celou 320 km dlouhou linii bariérových ostrovů Outer Banks a okres Brunswick County. Guvernér Severní Karolíny, Henry McMaster, nařídil 10. září evakuovat na 1 milion obyvatel při pobřeží celého státu. V ten samý den se pro povinnou evakuaci níže položených pobřežních oblastí Hampton Roads a Eastern Shore rozhodl i guvernér státu Virginie, Ralph Northam. Na 245 000 lidí tak mělo být již 11. září evakuováno. Americké námořnictvo taktéž přemístilo 30 lodí u pobřeží dále do oceánu.
V Severní Karolíně byly povinné evakuace nařízeny 11. září pro okresy Brunswick County, Carteret County, Craven County, Onslow County, Pamlico County, Tyrrell County, North Topsail Beach, Emerald Isle, Ocracoke Island, Atlantic Beach, Indian Beach, Kure Beach, Pine Knoll Shores a Wrightsville Beach. Nařízena byla i povinná evakuace návštěvníků a turistů pláže Holden Beach, ostrova Oak Island a území Currituck. Evakuace byla doporučena v okresech Bertie County a ve městě Surf City. Dobrovolná evakuace byla oznámena 10. září i pro okres New Hanover County, a to včetně města Wilmington.
Wilmingtonská univerzita University of North Carolina at Wilmington vyhlásila povinnou evakuaci s účinkem na 10. září. Všichni studenti byli evakuováni 11. září okolo poledne. Univerzita spolupracovala s odnoží University of North Carolina at Asheville a společně tak evakuovaným poskytla bezpečný úkryt. Kvůli bouři byla zrušena řada fotbalových utkání univerzit North Carolina State University, East Carolina University, Wake Forest University, Appalachian State University, University of North Carolina at Chapel Hill a University of South Carolina. Některé další univerzity ve státě byly kvůli přípravám na hurikán rovněž uzavřeny.
Ve 26 okresech Jižní Karolíny byly 10. září uzavřeny všechny veřejné školy. Zavřít musely i všechny státní úřady. Okresním úřadům byla ponechána svobodná volba.
Motoristické komplexy Atlanta Motor Speedway, Bristol Motor Speedway a Charlotte Motor Speedway byly zpřístupněny jako zázemí pro evakuované. Guvernér Západní Virginie, Jim Justice, požádal o přerušení rekonstrukce dálnice Interstate 77 mezi hranicí s Virginií v okrese Mercer County a městem Charleston, aby se zlepšil tok dopravy v souvislosti s odjezdem evakuovaných do bezpečných oblastí. Státní parky Západní Virginie také do 18. září zlevní ubytování v pokojích, chatách a kempech, aby pro evakuované poskytly zázemí.

## Následky

### Kapverdy a Bermudy
V souvislosti s bouří zasáhly kapverdské ostrovy Brava, Fogo a Santiago silné deště a vítr. Ty zavinily sesuvy půdy a lokální povodně. Následky bouře byly na souostroví však minimální, žádné škody nebyly hlášeny.
Na Bermudách byly 7. září zaznamenány vysoké vlny a silný zpětný proud způsobený hurikánem.

### Spojené státy

#### Před úderem
Vysoké vlny, které 9. září zasáhly rekreační oblast Asseteague State Park v Marylandu, přiměly marylandské oddělení přírodních zdrojů, Maryland Department of Natural Resources, na neurčitou dobu uzavřít přístup na pláže. Mezi 8. a 9. zářím si na pláži Wrightsville Beach v Severní Karolíně vyžádalo pomoc plavčíků celkem 27 lidí. Zpětné proudy a rozbouřená moře si na pláži New Smyrna Beach na Floridě vyžádalo 13 záchranných akcí. Jeden člověk zemřel v nemocnici a dva další utrpěli nárazová poranění. Na pláži Playalinda Beach na Floridě se 11. září utopil muž, který se pokoušel zachránit desetiletého chlapce, kterého zachytil zpětný proud. Jedno dítě se utopilo v bažinách Green Swamp, když se uvolnila masa vody z vodní nádrže Second Mill Pond a vtekla do řeky.
Cena ropy se ve Spojených státech 11. září vyšplhala z obvyklých 2 dolarů za barel na více než 70 dolarů. Mluvčí americké automobilové asociace, American Automobile Association, uvedl, že „motoristé mohou očekávat krátkodobé, zato dramatické skoky v cenách paliva“.
Dne 13. září bylo kvůli vysokým vlnám zaplaveno město New Bern v Severní Karolíně. Vlny dosahovaly výšky až 1,8 metru. Vzrostla také výška hladiny západní části laguny Pamlico Sound. Na řece Neuse River ve městě Oriental hlásila měřidla nárůst vodní hladiny o 1,7 metru. Dne 13. září museli být kvůli rostoucí hladině vody evakuováni zaměstnanci televize WCTI-TV při ABC na pobočce v New Bernu. Aby mohli dále vysílat přenosy a informovat o průběhu bouře, museli se přemístit do studia sesterské televize WPDE v Myrtle Beach v Jižní Karolíně. Tím se ovlivnilo vysílání a živý přenos týkající se hurikánu převzala televize WPDE. Později bylo oznámeno, že v New Bernu požádalo o záchranu kvůli povodním asi 150 lidí.

#### Po úderu
Hurikán Florence udeřil na pevninu 14. září v Severní Karolíně. Již v dopoledních hodinách museli záchranáři kvůli záplavám evakuovat více než 200 lidí, dalších 150 na záchranu čekalo. V obou Karolínách zůstalo bez proudu asi 500 000 obyvatel. Vlivem bouře se v pátek ráno zřítila střecha jednoho z hotelů v Jacksonvillu v Severní Karolíně. Dne 15. září se bez proudu ocitlo už přes 800 000 obyvatel. V celých Spojených státech bylo zrušeno na 2 400 letů. Ráno 16. září vyprodukovala nejvíce srážek v historii města Wilmington v Severní Karolíně. Překonala rekord z roku 1877.

#### Oběti po příchodu bouře
První oběti hurikánu byly oznámeny k večeru. Jedná se o matku s dítětem, na jejichž dům ve Wilmingtonu spadl strom. Ve městě Hampstead v Severní Karolíně zemřela žena na následky infarktu, když se k ní záchranáři přes popadané stromy na silnicích nemohli dostat. Další člověk zemřel při zapojování generátoru v okrese Lenoir County v Severní Karolíně. Pátou obětí se stal muž v Kinstonu v Severní Karolíně, který se stal obětí jevy bouře. Ve městě Fayetteville zemřel manželský pár při požáru jejich domu. V okrese Duplin County v Severní Karolíně zemřeli vinou povodní tři lidé. V Jižní Karolíně zemřela žena, na jejíž auto spadl strom. Dva lidé zemřeli na ostrově Harkers Island v Severní Karolíně. Oxid uhelnatý zabil dva lidi ve městě Loris v Jižní Karolíně. K nehodě, při níž zemřel jeden ze tří pasažérů, došlo v okrese Georgetown County. Nedaleko města Union v Jižní Karolíně pak zahynul řidič automobilu, který naboural do spadlého stromu na silnici.

## Galerie

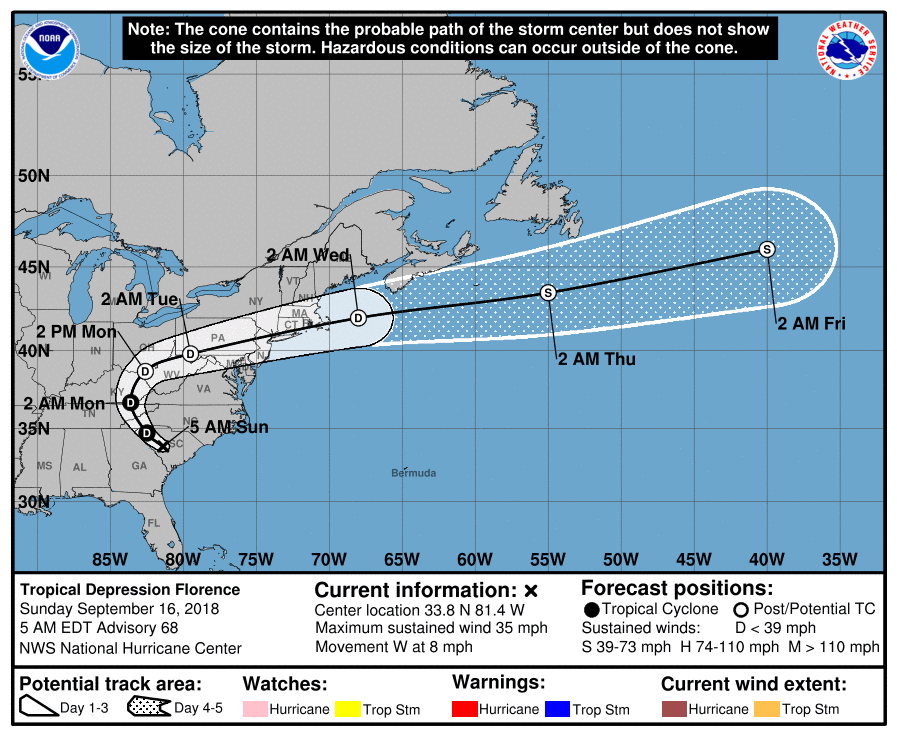
Odhadovaný směr postupu a úder na USA
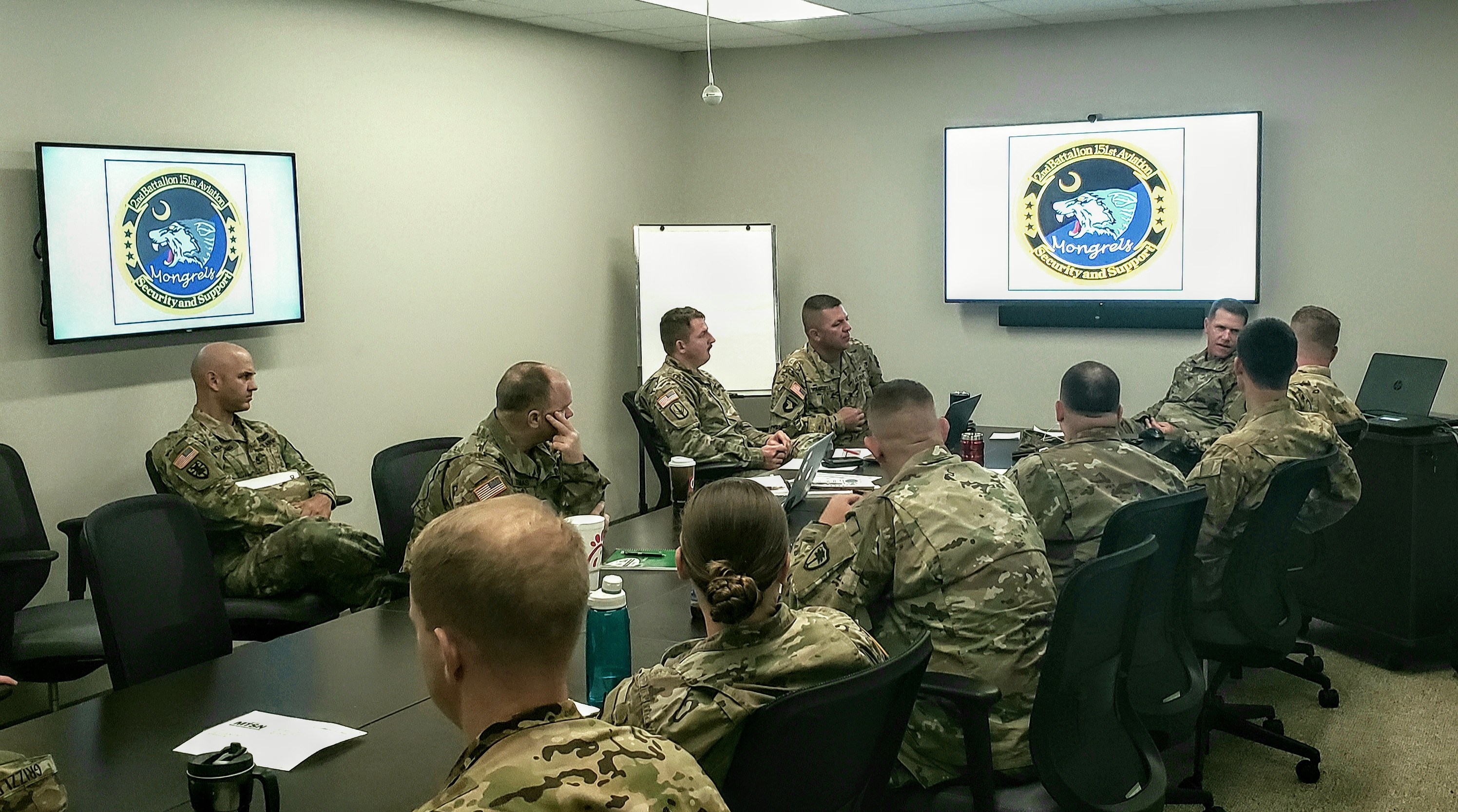
Národní garda Jižní Karolíny projednávající nouzové operace